# Pazardžik
Pazardžik (bulharsky Пазарджик) je město v Bulharsku. Leží v nejzápadnější části Hornothrácké nížiny, asi 27 km západně od Plovdivu a je hlavním městem stejnojmenné oblasti. Žije zde přibližně 74 tisíc obyvatel.

## Historie
Území bylo v době antiky od 4. století před n. l. osídleno jedním z kmenů Thráků, kteří bojovali proti Řekům i Římanům. 
Pazardžik byl založen v 2. polovině 15. století na břehu řeky Maricy z thrácké osady Besapara. Z ní na obchodní křižovatce cesty Via Militaris postupem času vyrostlo nové město. Osídlili ho osmanští Turci, nazývalo se také Tatar Paradžik a zůstalo významným centrem obchodu s kožešinami, železem, rýží a zeleninou. 
Roku 1574 zde Damat İbrahim Paša dal postavit karavanseráj Kuršumchan, s elegantní kašnou a mešitou, která se jediná dochovala. Letopisec Evlija Çelebi tehdy při popisu města napočítal 16 machall a 870 domů. Roku 1664 byla postavena hodinová věž Sahat Kula.
V první polovině 19. století Turci začali tolerovat pravoslaví a umožnili roku 1837 výstavbu pravoslavného chrámu. V letech 1876-1877 se sem rozšířila rusko-turecká válka, dubnového povstání roku 1876 se zúčastnil spisovatel a politik Konstantin Veličkov, byl Turky zajat a uvězněn v Plovdivu. Roku 1878, během pokračující bulharské osvobozenecké války, bylo celé město vypáleno do základů ustupujícími Osmanskými jednotkami. 
Ke konci 19. století tu žilo už 29 000 obyvatel, konaly se zde dvakrát týdně trhy a byla tu i pošta s telegrafem.
V 20. století došlo k dalšímu rozvoji, vznikly moderní továrny a město se stalo administrativním centrem svého regionu.

## Obyvatelstvo
K 15. září 2024 ve městě žilo 73 853 obyvatel a bylo zde trvale hlášeno 82 047 obyvatel. Podle sčítání 1. února 2011 bylo národnostní složení následující:
- Bulhaři: 57 332 (86.3 %)
- Turci: 4 822 (7.3 %)
- Romové: 3 423 (5.2 %)
- ostatní[p 2]: 820 (1.2 %)

## Památky
- Pravoslavný chrám Nanebevzetí Panny Marie (Uspenie Bogorodici), založen roku 1837, rekonstruován v závěru 20. století
- Stará pošta s hodinovou věží
- Hodinová věž - pozůstatek zničené turecké budovy Sahat kula z roku 1664; ve 20. století dostavěna na rozhlednu, s reliéfem sv. Cyrila a Metoděje v průčelí
- Mešita Kuršumdžamija - jediná dobře dochovaná turecká stavba ve městě (postavena roku 1667)
- Eskimdžamija - nejstarší dochovaná mešita (1540)
- Regionální historické muzeum (založeno 1911), sbírky archeologické a lapidárium od antiky přes byzantské památky po turecké nálezy z novověku, mj. z pevnosti Dorkovo a Kovačevo, historické a etnografické sbírky
- Galerie umění Stanislava Dospevského

## Slavní rodáci
- Konstantin Veličkov (̈1855–1907) - spisovatel, malíř a politik, národní buditel
- Kimon Georgiev (1882-1969) - ministerský předseda meziválečné doby
- Serafim Todorov (̈* 1969) - boxer

## Galerie

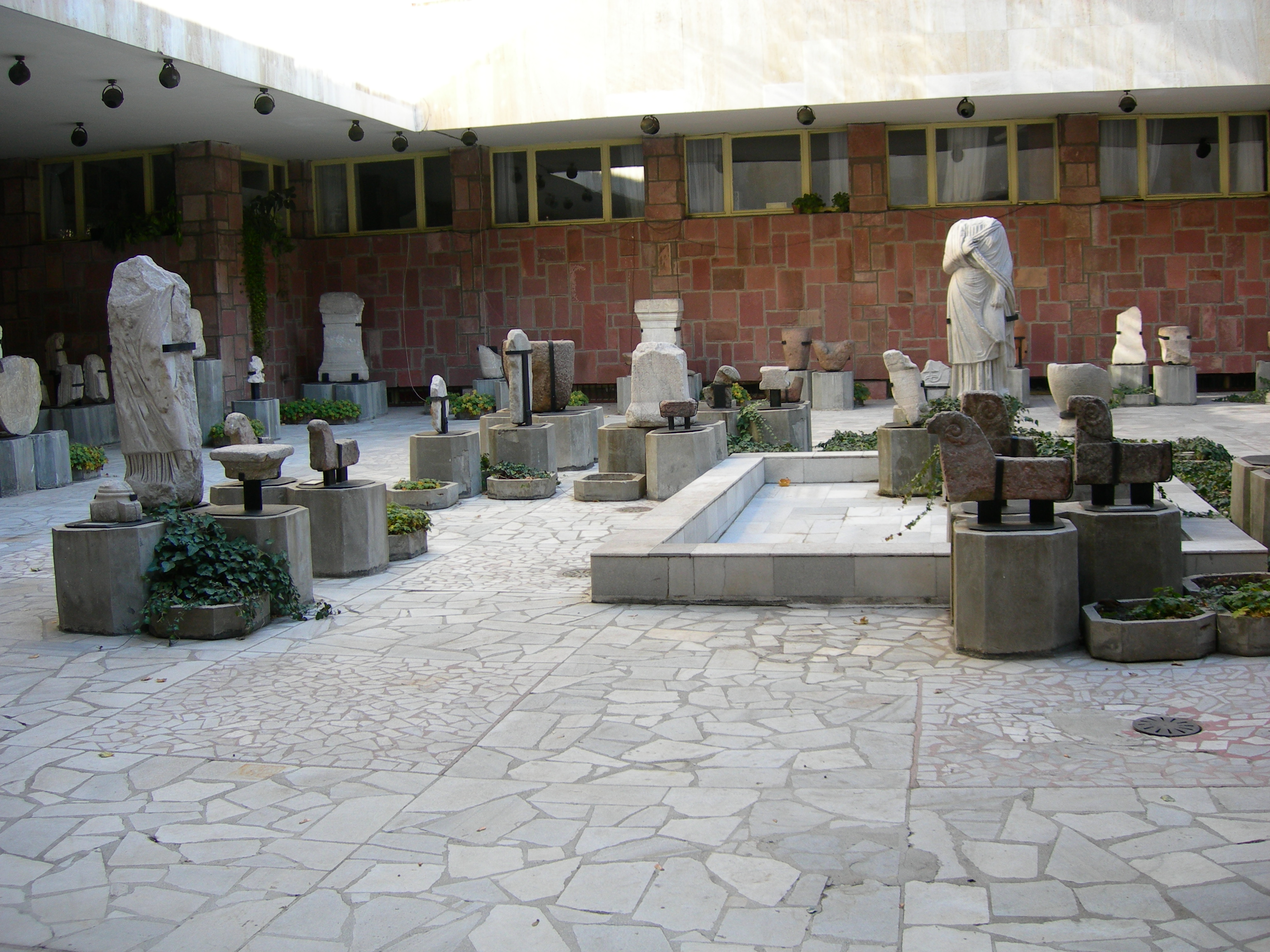
Expozice historického muzea
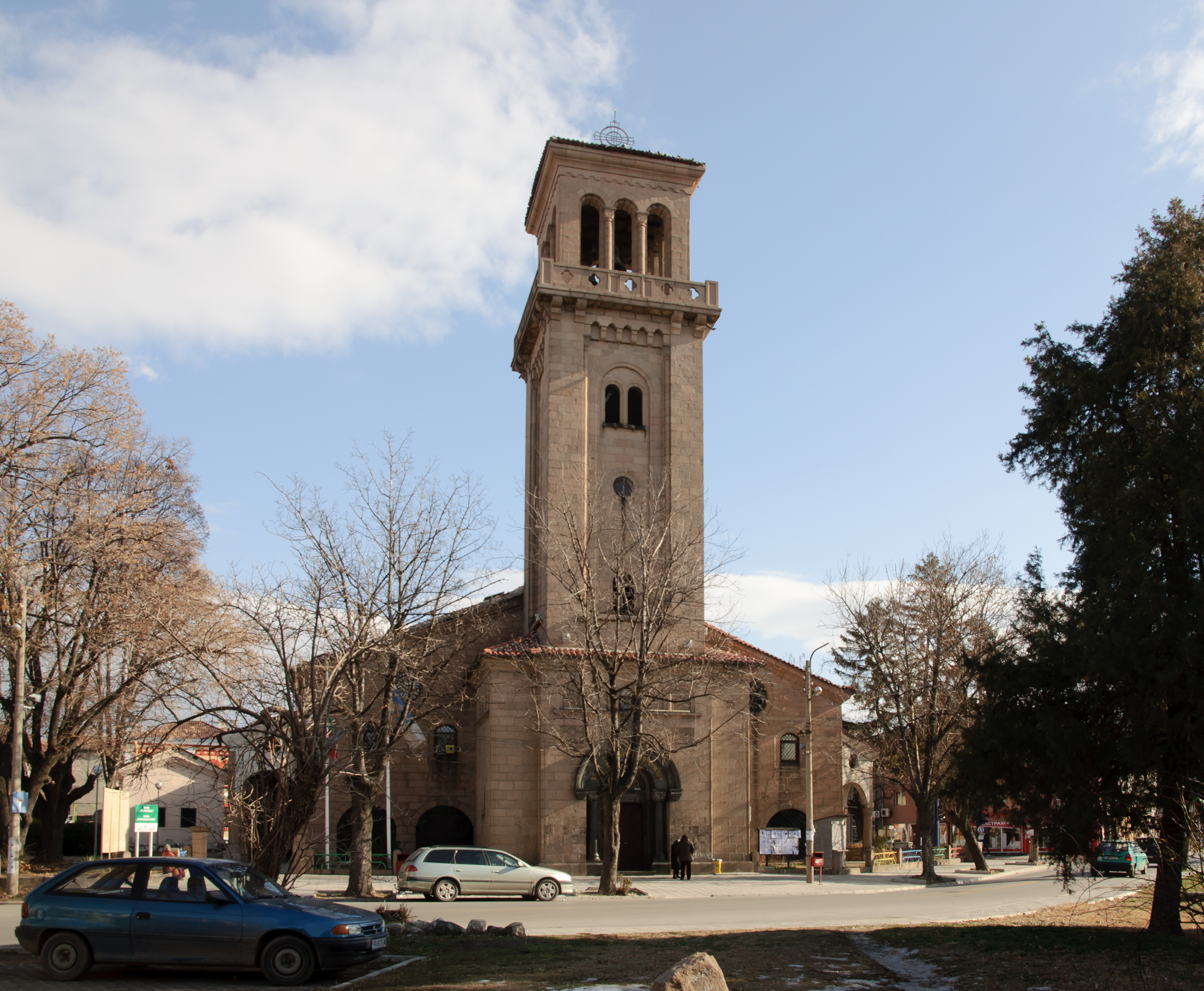
Chrám Nanebevzetí P.Marie
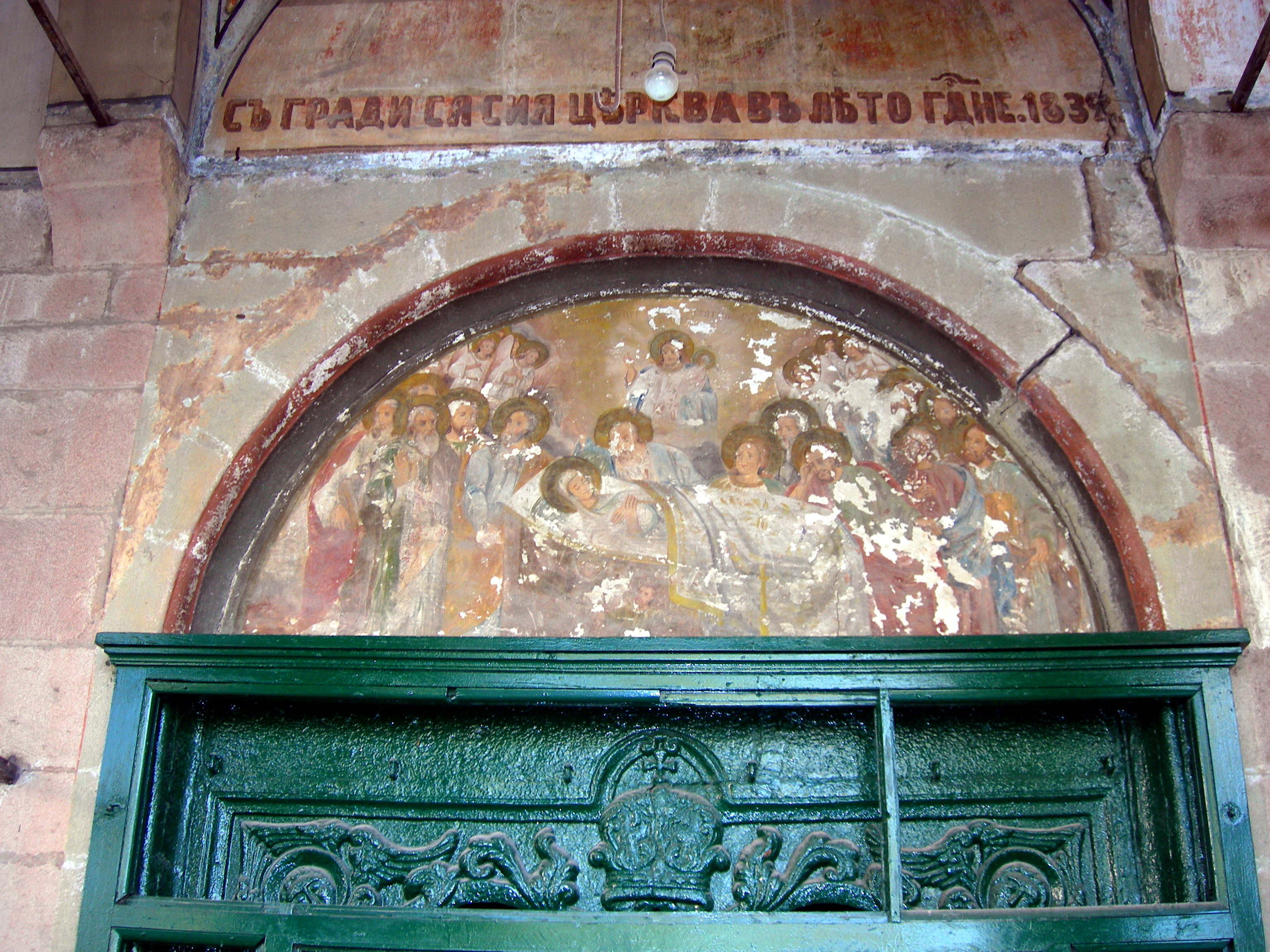
Portál chrámu Nanebevzetí
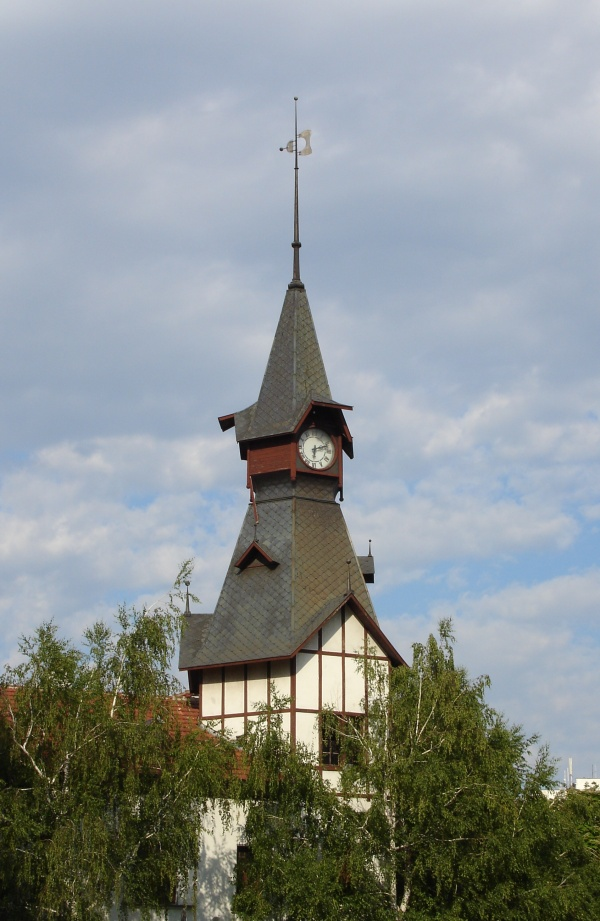
Hodinová věž staré pošty
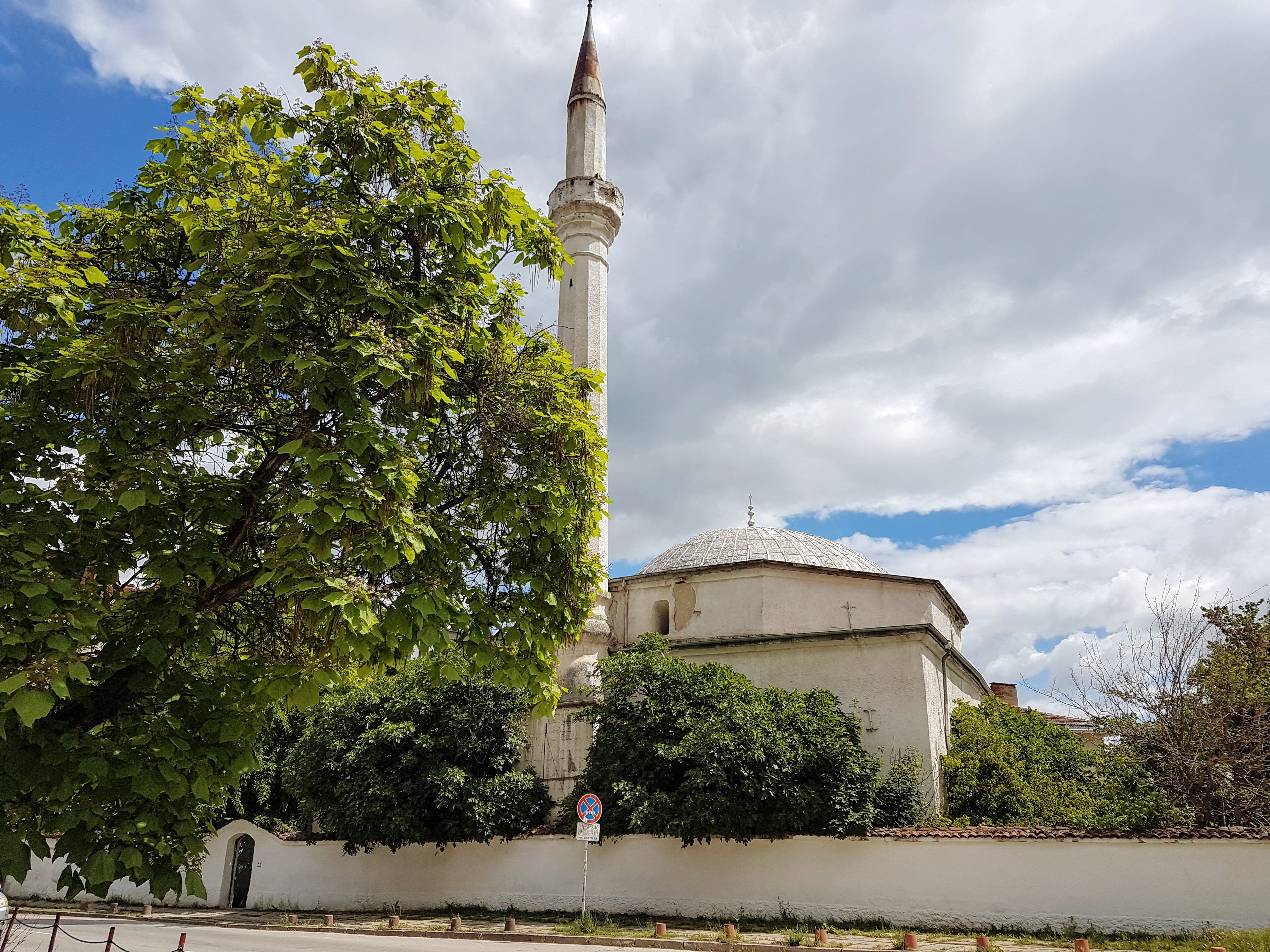
Mešita Kuršum
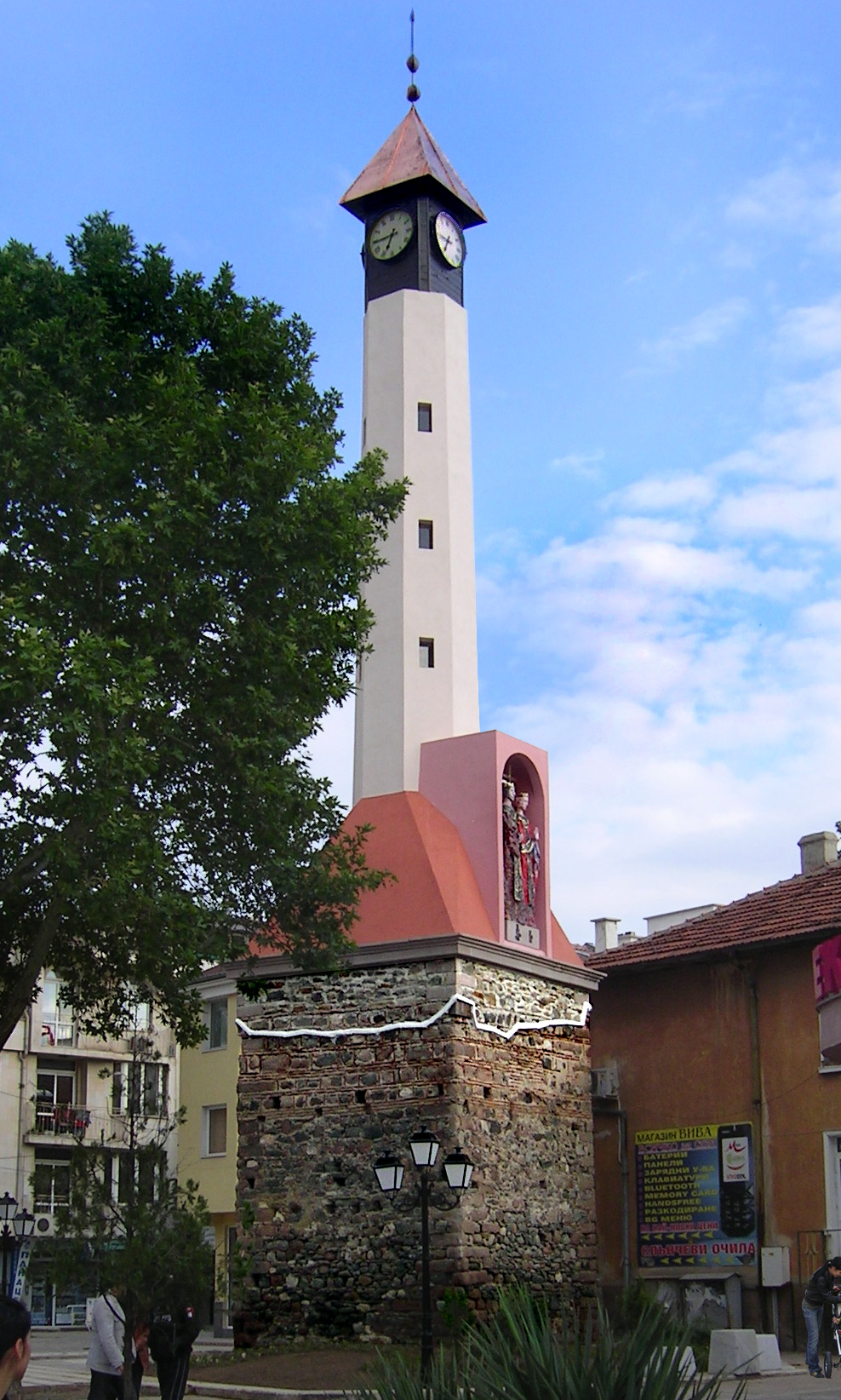
Věž sahat kula
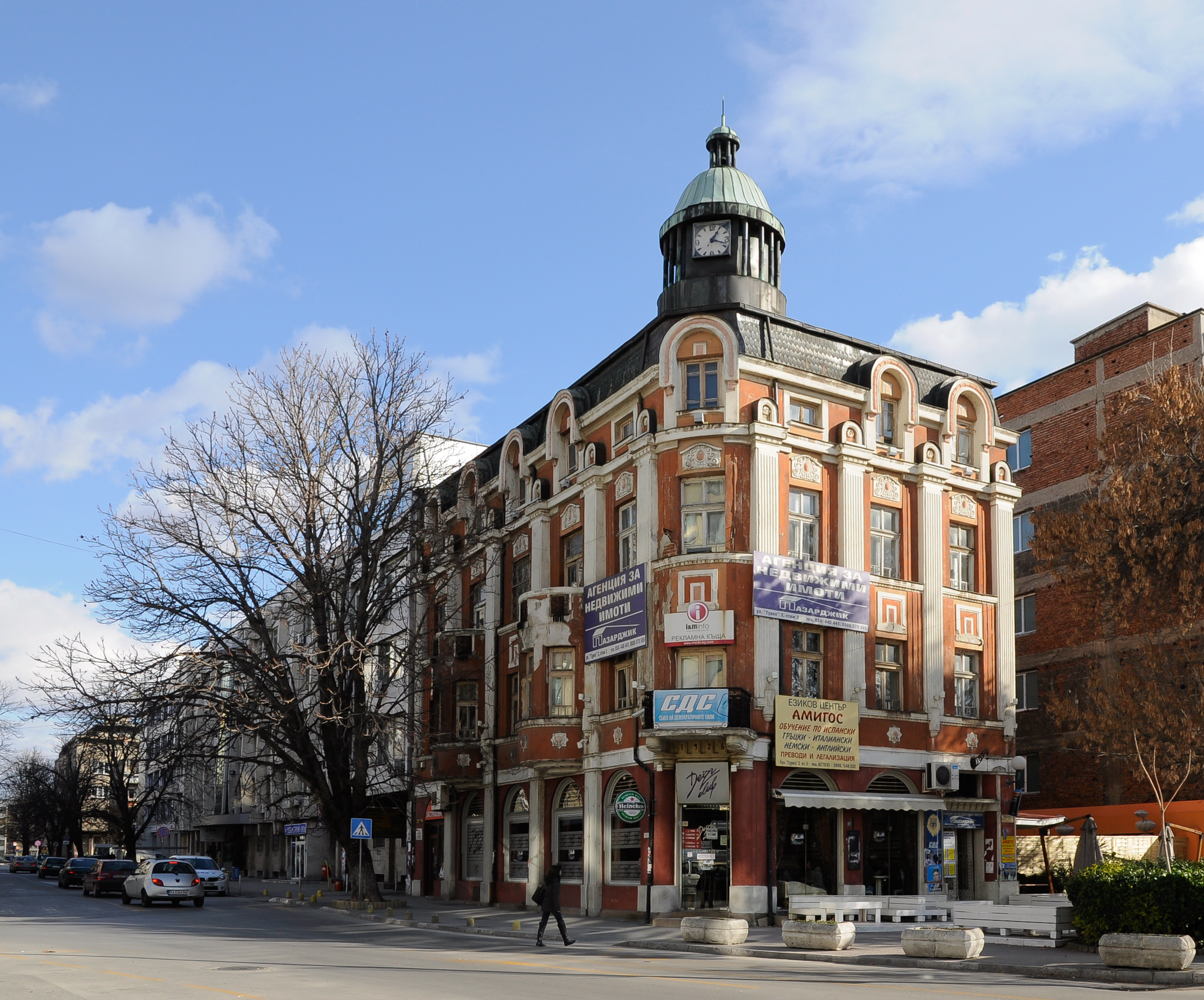
Třída generála Gurka
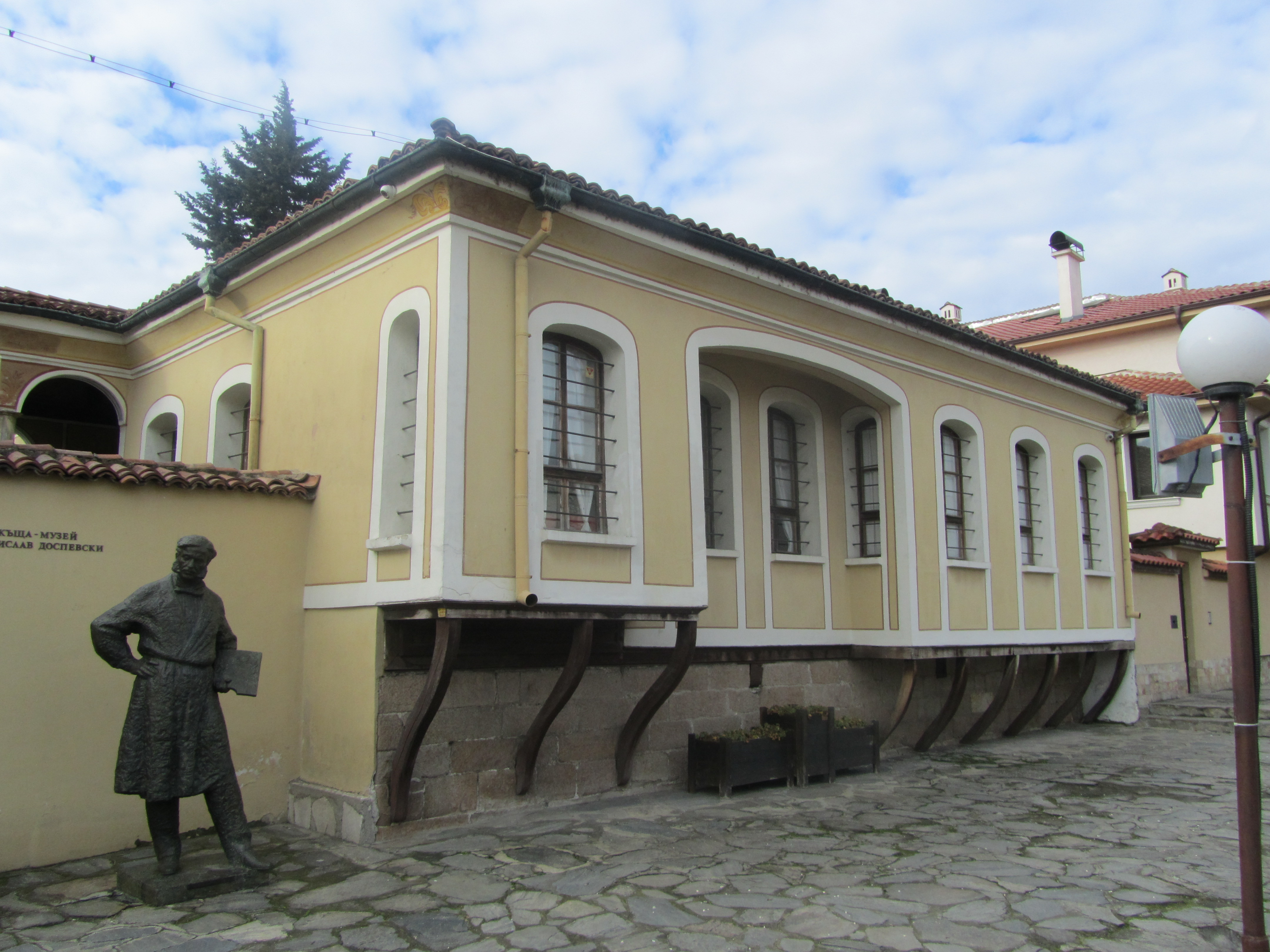
Galerie umění
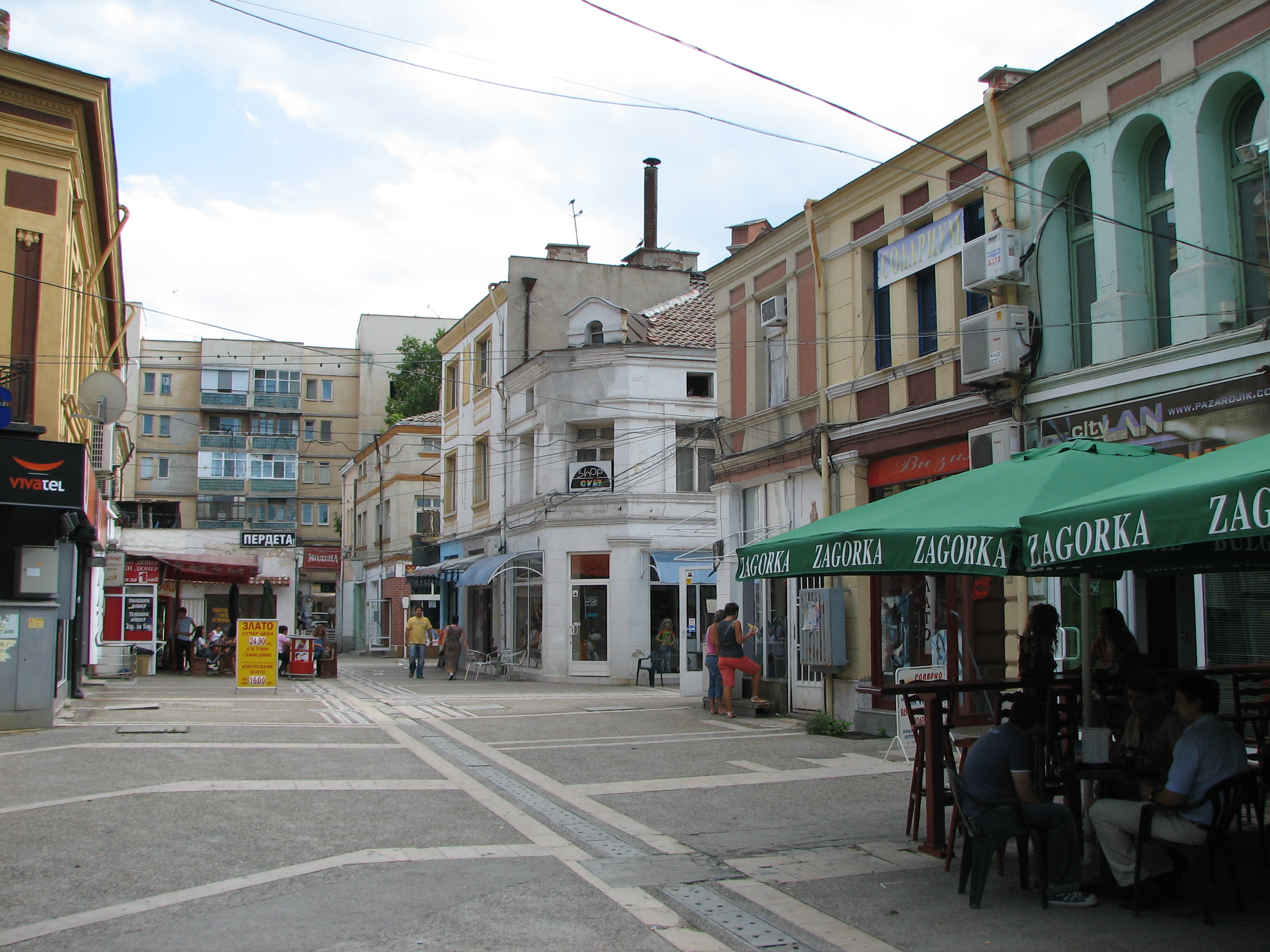
Pěší zóna s restaurací Zagorka

## Partnerská města
- Aerodrom, Severní Makedonie
- Salt, Jordánsko
- Tatabánya, Maďarsko
- West Bend, Wisconsin, USA
- Stavropol, Rusko